# Torpeda poszła!
Torpeda poszła! (ang. Torpedo Run) – amerykański film z 1958 roku w reżyserii Josepha Pevneya.

## Obsada
- Glenn Ford jako komandor Barney Doyle
- Ernest Borgnine jako porucznik komandor Archer 'Archie' Sloan
- Richard Carlyle jako komandor Don Adams
- Robert Hardy jako porucznik Redley
- William Schallert jako Skiper 'Bluefin'
- Diane Brewster jako Jane Doyle
- Kimberly Beck jako córka Doyle’a
- L.Q. Jones jako 'Hash' Benson
- Philip Ober jako admirał Samuel Setton

## Nagrody i nominacje
| Nazwa nagrody | Wygrane            | Nominacje                                                                      |
| Oscar         | 1959 bez rezultatu | 1959 Najlepsze efekty specjalne nominowani A. Arnold Gillespie Harold Humbrock |